# NGC 7229
NGC 7229 ist eine Balken-Spiralgalaxie vom Hubble-Typ SBc mit ausgedehnten Sternentstehungsgebieten im Sternbild Südlicher Fisch. Sie ist schätzungsweise 193 Millionen Lichtjahre von der Milchstraße entfernt und hat einen Durchmesser von etwa 100.000 Lichtjahren. Gemeinsam mit NGC 7221 und PGC 68360 bildet sie die kleine NGC 7221-Gruppe (LGG 454).
Das Objekt wurde am 27. September 1834 von John Herschel entdeckt.